# Belleville (Rhône)
Belleville ist eine Stadt und eine Commune déléguée in der französischen Gemeinde Belleville-en-Beaujolais mit 8.695 Einwohnern (Stand 1. Januar 2022) im Herzen des Weinbaugebiets Beaujolais im Département Rhône in der Region Auvergne-Rhône-Alpes. Die Commune déléguée verfügt über eine Fläche von 1042 ha und liegt auf einer mittleren Höhe von 191 m über NN an der RN 6 und der Bahnstrecke Paris–Marseille. Er stellt einen Schnittpunkt der Nord-Süd- sowie der Ost-West-Verbindungen dar.
Belleville gilt als ein Zentrum des Weinbaugebietes Beaujolais, da hier viele namhafte Weinhändler angesiedelt sind und alle Orte, die über einen Cru des Beaujolais verfügen, in der Nähe liegen.
Auch als Standort für den Bau landwirtschaftlicher Maschinen ist Belleville bekannt.
Die Stadt Belleville wurde am 1. Januar 2019 mit Saint-Jean-d’Ardières zur Commune nouvelle Belleville-en-Beaujolais zusammengeschlossen. Sie hat seither den Status einer Commune déléguée.

## Bevölkerungsentwicklung
| Jahr                      | 1962 | 1968 | 1975 | 1982 | 1990 | 1999 | 2008 |
| Einwohner                 | 4040 | 5837 | 6360 | 6397 | 5935 | 5840 | 7465 |
| Quelle: Cassini und INSEE |      |      |      |      |      |      |      |

## Sehenswürdigkeiten
- Die Kirche Notre-Dame aus dem 12. Jahrhundert war ursprünglich Bestandteil einer Augustinerabtei, die von einem der Herren von Beaujeu gestiftet wurde. Die Darstellungen der Todsünden auf den Kapitellen im Kirchenschiff verdienen eine besondere Beachtung; ebenso die geometrischen Motive, die sich am romanischen Portal der eigentlich gotischen Kirche befinden. Ihren Turm erhielt die Kirche erst im 13. Jahrhundert.
- Das Hôtel-Dieu de Belleville aus dem Jahr 1733.

## Städtepartnerschaften
- Seit 1991 pflegt die Stadt Belleville die Städtepartnerschaft mit der deutschen Stadt Salzkotten in Nordrhein-Westfalen. Der offiziellen Besiegelung ging die Schulpartnerschaft der Salzkottener Philipp-Korte-Realschule mit dem Collège Émile Zola in Belleville voraus, die inzwischen seit über 30 Jahren erfolgreich läuft. Jährlich finden, zumeist im Mai, Begegnungen von Bürgern, Vereinen und Institutionen statt, an denen jeder interessierte Bürger aus Salzkotten teilnehmen kann.
- Eine weitere Partnerstadt Bellevilles ist Călărași in der Republik Moldau (seit 1995).[1]

## Persönlichkeiten
- Stephan von Bourbon (* um 1190; † 1261), Dominikaner-Inquisitor des 13. Jahrhunderts, in Belleville geboren
- Jean-François Moyne (1801–1854), römisch-katholischer Geistlicher und Ordensgründer, in Belleville aufgewachsen
- Francis Popy (1874–1928), Komponist, in Belleville gestorben
- Gabriel Voisin (1880–1973), Flugzeug- und Automobilkonstrukteur, in Belleville geboren
- Franck Durix (* 1965), Fußballspieler, in Belleville geboren

## Nachweise
1. ↑  Website Belleville, abgerufen am 6. Dezember 2018